# Lariscus
Genre
Lariscus est un genre regroupant plusieurs espèces de rongeurs de la famille des Sciuridés qui se rencontrent dans le Sud-Est asiatique.

## Habitat - Comportement
Les membres de ce genre habitent la forêt tropicale entre 900 et 1 500 m d'altitude. Bien qu'ils puissent grimper aux arbres, ils passent la majorité du temps au sol à la recherche de fruits ou de noix. Ils font leur nid dans les arbres creux ou bien, comme le lariscus insignis, vivent dans de véritables terriers.

## Liste des espèces
Selon ITIS (2 juin 2016) :
- Lariscus hosei (Thomas, 1892) - Écureuil de Hose, Écureuil terrestre à quatre bandes
- Lariscus insignis (F. Cuvier, 1821) - Écureuil terrestre à trois bandes de Sarawak
- Lariscus niobe (Thomas, 1898)
- Lariscus obscurus (Miller, 1903)